# دهیگاهاتوله
دهیگاهاتوله (به لاتین: Dehigahatule) یک منطقهٔ مسکونی در سری‌لانکا است که در استان مرکزی (سری‌لانکا) واقع شده‌است.